# Iqbal Masih
Iqbal Masih (pronunciaciónⓘ;
Muridke, 1 de octubre de 1983-Muridke, 16 de abril de 1995) fue un niño pakistaní esclavizado en una fábrica de alfombras. Se fugó y luchó contra la esclavitud. Fue asesinado en 1995, convirtiéndose en un símbolo de la lucha contra la explotación infantil.

## Biografía y vida
Masih nació en Muridke, una ciudad comercial en las afueras de Lahore, en Punyab, Pakistán, en una familia cristiana pobre.

### Esclavitud
Iqbal fue cedido a un fabricante de alfombras por su padre a cambio de un préstamo de 600 rupias  que necesitaba para hacer frente a los gastos de la boda de su hijo mayor, Aslam. Iqbal fue obligado a realizar jornadas laborales de más de doce horas, durante las cuales estaba encadenado al telar donde trabajaba y fue golpeado en varias ocasiones. Cambió de dueño varias veces y entre ellos le daban fama de libertino. Tenía una gran habilidad con el telar por lo que recibía mejores tratos que los demás dado que tenía la capacidad de hacer alfombras muy valoradas por los adinerados del lugar.
Aunque eran conscientes de que los niños que trabajaban en la fábrica eran víctimas de la explotación, con condiciones higiénicas degradantes, dichas alfombras las compraban por una gran suma de dinero puesto que eran muy pocos los que podían fabricar estas alfombras y solo se tejían una vez al año. Con el tiempo, los intereses de la deuda de su padre se fueron incrementando, por lo que en la práctica, Iqbal permaneció varios años en la esclavitud. Las muy duras condiciones que debió soportar afectaron a su crecimiento, midiendo a los doce años de edad la estatura de un niño de seis.

### Fuga y activismo
Un domingo de 1992, cuando tenía diez años, consiguió escapar de la fábrica y se dedicó a denunciar la situación de esclavitud en que vivían otros muchos niños de su país, para lo que contó con el apoyo del sindicato Bhatta Mazdoor Mahaz (Frente de los trabajadores de ladrillos). Gracias a ellos avisaron a la policía y, con la ayuda del sindicato, llevaron a su último dueño, Hussain Khan, frente a la justicia, pese a que Hussain intentó sobornarles. Hussain fue condenado y su fábrica clausurada, dejando así en libertad a los compañeros de Iqbal y conoció al Frente De Liberación Infantil. A partir de ese momento fue libre y se dedicó, con el apoyo de ese sindicato, a denunciar a los patronos de los telares, contando la situación de esclavitud en la que vivían muchos niños de su país. En reportajes de televisión emitidos en India, Pakistán y en todo el mundo daba un mensaje que decía: “¡No compren ninguna de esas alfombras!”.

### Asesinato
Iqbal recibió un disparo mortal, mientras montaba en bicicleta, el 16 de abril de 1995, domingo de Pascua. Tenía 12 años en ese momento. Su madre dijo que no creía que su hijo hubiera sido víctima de un complot de la «mafia de las alfombras». Sin embargo, el Frente de Liberación del Trabajo en  Condiciones de Servidumbre no estuvo de acuerdo porque Iqbal había recibido amenazas de muerte de personas relacionadas con la industria de alfombras paquistaníes.
Después de su muerte, las élites  paquistaníes respondieron a la disminución de las ventas de alfombras negando el uso de trabajo infantil en condiciones de servidumbre en sus fábricas y empleando a la Agencia Federal de Investigación (FIA) para hostigar y arrestar brutalmente a activistas que trabajan para el Frente de Liberación de Trabajo en Condiciones de Servidumbre (BLLF). La prensa paquistaní realizó una campaña de desprestigio contra el BLLF, argumentando que los niños trabajadores reciben salarios altos y condiciones de trabajo favorables.

## Legado

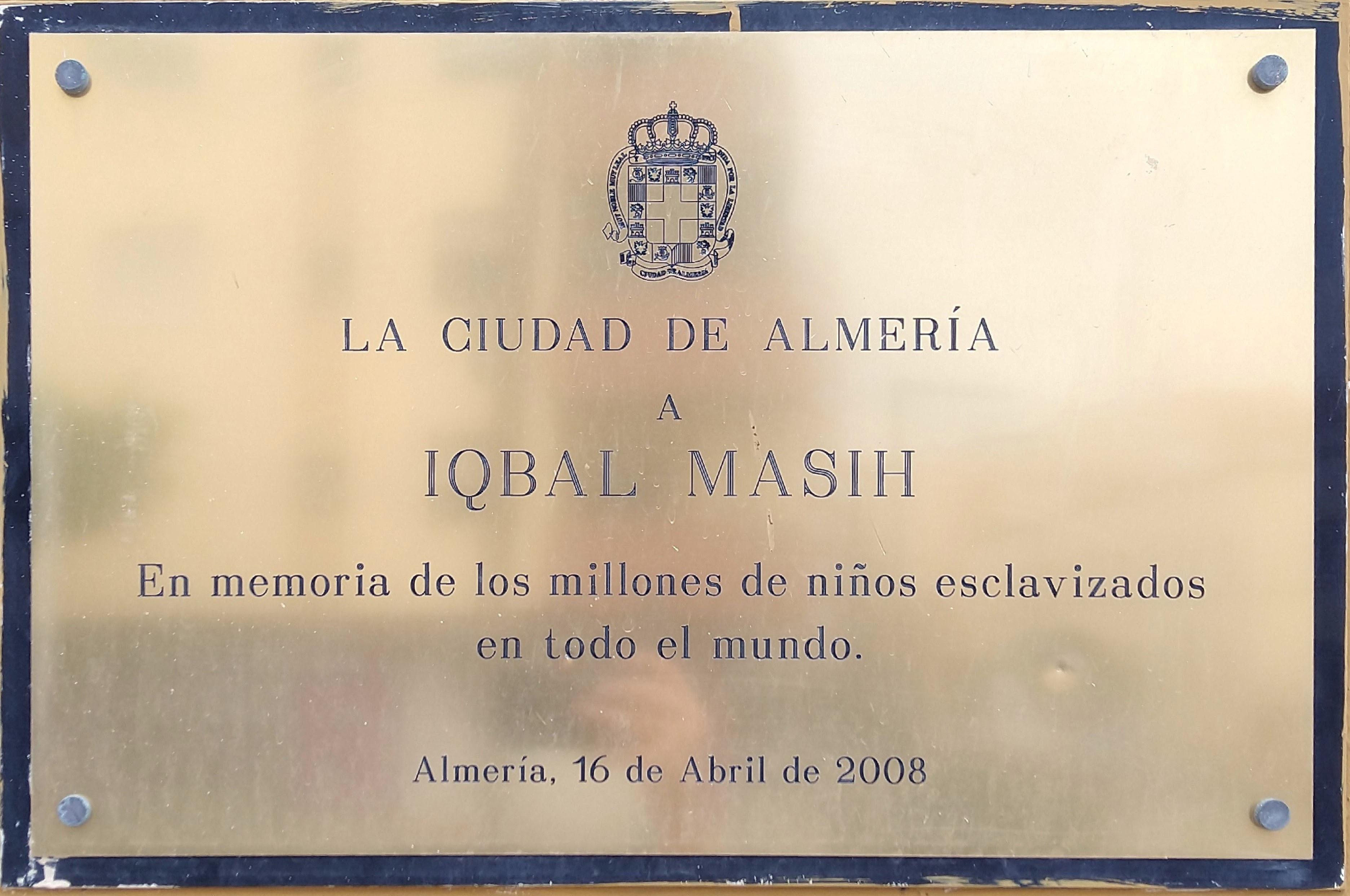
Placa en memoria de Iqbal Masih en Almería, España.

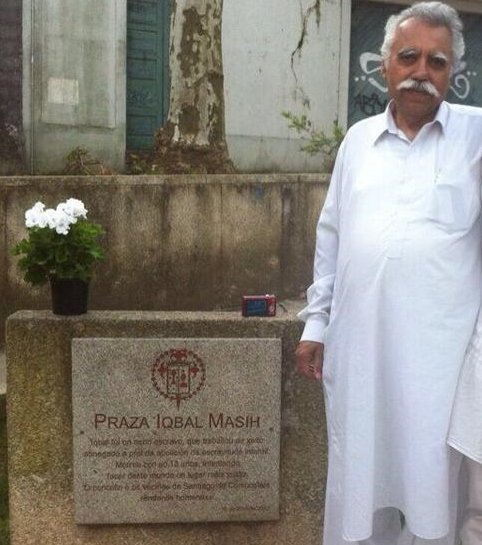
Ehsan Ullah Khan visita la Plaza Iqbal Masih en Santiago de Compostela, España.

Iqbal Masih ha recibido los siguientes premios y honores:
- Una escuela secundaria en Quincy, Massachusetts, donde dio un discurso en diciembre de 1994, organizó poco después de su muerte una recaudación de fondos, lo que permitió el establecimiento de una escuela en Kasur.
- Se han inaugurado varias escuelas en Italia:en Milán, en Trieste, una escuela de primaria en Bari, una en Certaldo (Fi), una en Lido Adriano, en Prato y en Roma, otra escuela primaria en Tivoli y una en Perugia, un jardín de infancia en Velletri, un instituto en Bientina Buti, otro en Malnate, un preescolar en Reggio Emilia, un parque en Vercelli.
- En 1997, Jordi Sierra i Fabra le dedicó un libro sobre una aventura en la India sobre el trabajo infantil: La música del viento y el mensaje al final del año el 31 de diciembre, el presidente de la República italiana Oscar Luigi Scalfaro recordó el gran sacrificio de Iqbal Masih.
- En 1998 en memoria de Iqbal, se instauró el día 16 de abril, como Día Mundial contra la Esclavitud Infantil.
- En 1994 se le concedió el premio Reebok a la juventud en acción.[14]
- En 1995, una estatua fue realizada por el escultor Casto Solano (Olazagutía, 1958). Se encuentra en la calle Postas en la ciudad de Vitoria, España.
- En 2000 se le condecoró con el premio de los niños del mundo y se inaugura en su memoria una plaza en frente de la terminal del ferri: Piazzale dei Traghetti Iqbal Masih.
- En 2002 se le entregó la placa contra la esclavitud infantil.
- La historia de Masih fue representada en un libro titulado La historia de Iqbal por Francesco D'Adamo, una historia ficticia basada en hechos reales, desde el punto de vista de una niña llamada Fátima.[15]
- En 2003 se inauguró un puente sobre el río Ghiara en Salsomaggiore Terme (Parma) ha sido nombrado en su memoria.
- En 2009 el Congreso de los Estados Unidos estableció el Premio Anual Iqbal Masih para la Erradicación del Trabajo Infantil: el cual es otorgado desde aquel momento por el Departamento del Trabajo de dicho país.[16]
- En 2012 se inaugura, el 16 de abril, una plaza en su honor en Santiago de Compostela y en Bolonia un club libertario se dedica a Iqbal Masih.

## Lectura adicional
- Crofts, Andrew (15 de junio de 2006). The Little Hero: One Boy's Fight for Freedom: Iqbal Masih's Story (en inglés). Summersdale Publishers LTD - ROW. ISBN 978-1-84839-492-6.
- Kuklin, Susan (15 de octubre de 1998). Iqbal Masih and the Crusaders Against Child Slavery (en inglés). Henry Holt and Company (BYR). ISBN 978-0-8050-5459-0.